# Fosfato de cobre (II)
El fosfato de cobre (II) es un compuesto inorgánico de fórmula Cu3(PO4)2. Se puede considerar la sal cúprica del ácido fosfórico. El fosfato de cobre (II) anhidro y el trihidrato son sólidos azules.

## Preparación
El fosfato de cobre(II) hidratado precipita al añadir una solución de fosfato de metal alcalino a una solución acuosa de sulfato de cobre (II). El material anhidro puede producirse mediante una reacción a alta temperatura (1000 °C) entre el fosfato diamónico y el óxido de cobre(II). 
2 (NH4)2 HPO4 + 3 CuO → Cu3 (PO4)2 + 3 H2O + 4 NH3

En los laboratorios, el fosfato de cobre se prepara mediante la adición de ácido fosfórico a una sal de cobre alcalina, como hidróxido de cobre o carbonato de cobre básico.
3 Cu(OH)2 + 2 H3 PO4 → 6 H2O + Cu3 (PO4)2
3 Cu2 (OH)2 CO3 + 4 H3 PO4 → 2 Cu3 (PO4)2 + 3 CO2 + 9 H2O

## Usos
El fosfato de cobre (II) tiene muchos usos. Al ser una sal metálica de cobre, puede utilizarse como fungicida, ya que desnaturaliza las proteínas y enzimas de las células de los patógenos. Otras sales de cobre, como el sulfato de cobre, también se utilizan como fungicidas.
Otro uso del fosfato de cobre (II) es como fertilizante. El cobre es uno de los 16 elementos esenciales para el crecimiento de las plantas. El fosfato de cobre(II) aporta tanto fósforo como cobre a la planta, lo que estimula su crecimiento. 

## Estructura
Desde el punto de vista estructural, los fosfatos de cobre (II) son polímeros de coordinación, como la mayoría de los fosfatos metálicos. El centro del fosfato es tetraédrico. En el material anhidro, los centros de cobre son pentacoordinados. En el monohidrato, el cobre adopta geometrías de seis, cinco y cuatro coordenadas. 

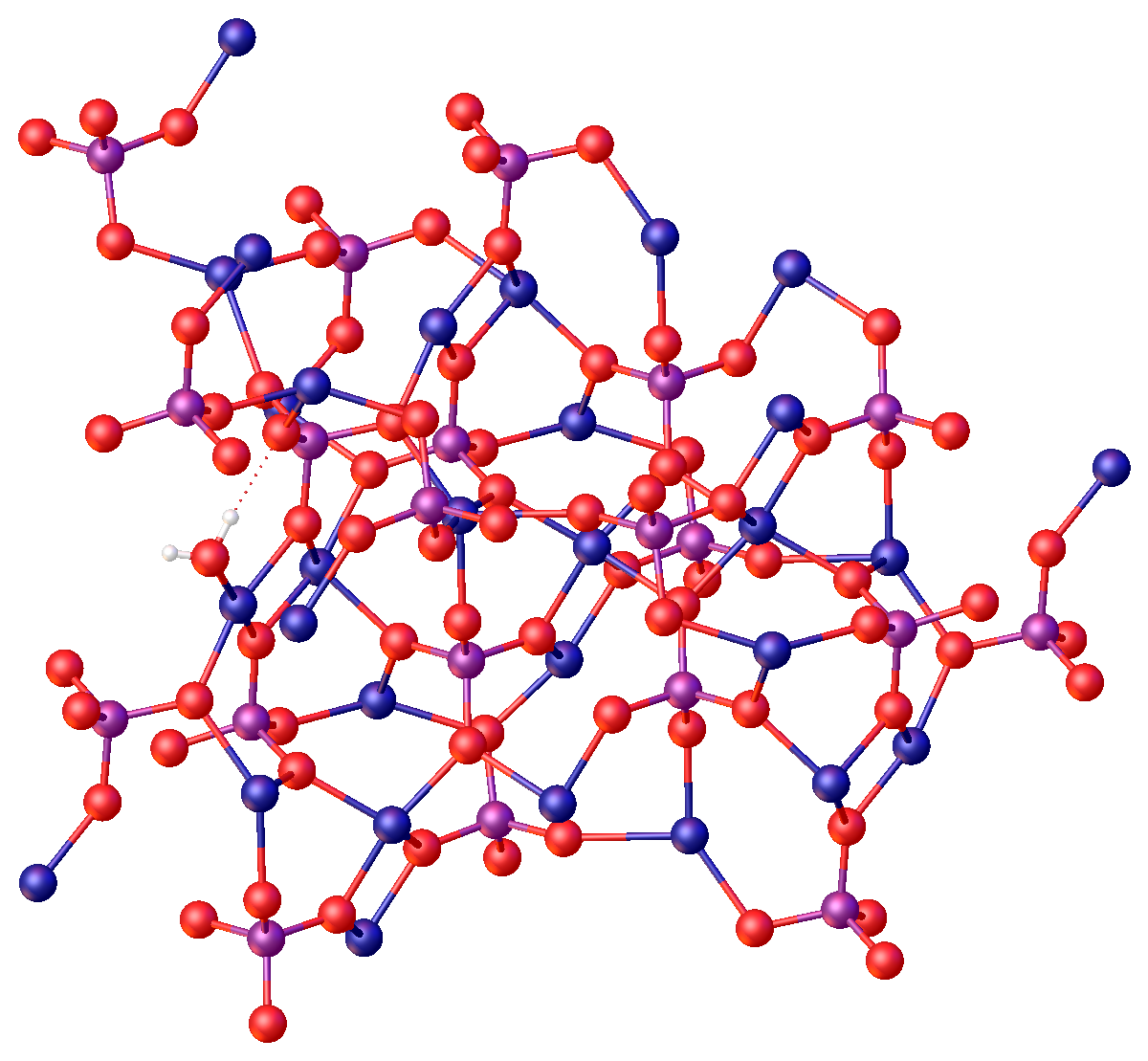
Estructura del Cu_{3}(PO_{4})_{2}(H_{2}O).

## Minerales
Es relativamente común encontrarlo como la especie hidratada Cu₂(PO₄)OH, que es de color verde y se encuentra en la naturaleza como el mineral libethenita. La pseudomalaquita, Cu₅(PO₄)₂(OH)₄, es el fosfato de cobre más común en la naturaleza y está presente en algunas zonas de oxidación de yacimientos de mineral de cobre.  